# Osetljivost na trenje
Osetljivost na trenje je približna količine trenja ili trljanja koje jedinjenje može podneti pre nego što prerano eksplodira. Na primer, nitroglicerin ima izuzetno visoku osetljivost na trenje, što znači da vrlo malo trljanja može izazvati nasilnu eksploziju. Ne postoji tačno određivanje količine trenja koja je potrebna da bi se aktiviralo jedno jedinjenje, već se približno procenjuje na osnovu sile koja se primenjuje i vremena pre nego što dođe do eksplozije jedinjenja.
Osetljivost na trenje se odnosi na ponašanje supstance (uglavnom eksploziva) na mehaničko naprezanje. Kriterijum je da se materijal raspada pod uticajem frikcionog opterećenja sa pucketanjem, plamenom ili eksplozijom.

## Metode provere
Kao metoda ispitivanja koristi se test trenja koji je razvio Savezni institut za istraživanje i ispitivanje materijala (BAM). Pri tome se materijal opterećuje između dva porcelanska tela sa definisanom silom trenja. Ova sila se dobija kao proizvod putanje trenja i podešavanja težine na uređaju za ispitivanje i izražava se u jedinici Njutn (N).   

## Metode ispitivanja
Osetljivost na trenje obično se određuje u specijalnim uređajima koji omogućavaju dobijanje ponovljivih rezultata. Postoji nekoliko različitih metoda testiranja.

### Trenje bez udara
Metoda se sastoji u trošenju određene količine supstance između stacionarne i rotirajuće površine. Za čvrste i plastične eksplozive obično se koriste ravne paralelne površine cilindričnog udubljenja i cilindričnog proboja; za tečne eksplozive koriste se udubljenje sa hemisferičnom površinom i odgovarajući poluloptasti proboj. Kod standardizovane metode uzima se uzorak eksploziva mase 0,03±0,005 g, prečnik udarca je 10 mm. Brzina rotacije udarca je 500-520 min−1. Na udarcu se stvara izmerljivo opterećenje. Posmatranje se vrši 3 sekunde. U zavisnosti od pojave znakova eksplozije, opterećenje se povećava ili smanjuje, određujući njegovu minimalnu vrednost pri kojoj dolazi do eksplozije. Maksimalno opterećenje je 300 MPa. Ako se pod takvim uslovima ne primeti eksplozija, povećajte brzinu rotacije udarca na 2040 min−1. Za eksplozive niske osetljivosti, u uzorak dodajte 5% finog kvarcnog peska. Dobijene minimalne vrednosti nazivaju se donjom granicom osetljivosti na trenje i mogu se koristiti samo kao relativne u odnosu na standard, za koji se obično uzima tetril. Čisti tetril u ovom testu eksplodira pri opterećenju od 950 MPa, a uz dodatak peska na 540 MPa. Većina industrijskih eksploziva ima nižu granicu osetljivosti sa dodatkom peska na 1000-2500 MPa. Uređaj I-6-2 koji se koristi u Rusiji radi ovom metodom. Primeri rezultata  za brzinu rotacije od 500 min−1:
| Naziv eksploziva | Donja granica osetljivosti, MPa |
| ---------------- | ------------------------------- |
| PETN             | 225                             |
| Heksogen         | 267                             |
| Oktogen          | 253                             |
| TNT              | više od 300                     |
| Amonit br. 6 ŽV  | više od 300                     |

### Udar trenja
Prilikom nanošenja male količine visokog eksploziva koji se nalazi na ravnoj površini u uređaju koji se zove frikciono klatno. Numerički pokazatelj je procenat eksplozija u seriji od 10 testova koji ukazuju na uslove (masa i visina klatna, materijal cipele za klatno).

### Udarni udar sa smicanjem
Pri bočnom pomeranju cilindričnih valjaka, između kojih se određenom silom pritiska uzorak eksploziva. Na takvom principu radi široko korišćeni majatnikov kopir K-44-III u Rusiji. Obično se određuju donja, srednja i gornja granica osetljivosti, koje predstavljaju silu pritiska na uzorak, pri kojoj se u seriji od 25 eksperimenata odgovarajuće beleži 0 %, 50 % i 100 % eksplozija. Testiranja se obično sprovode na temperaturi od +20 °C (68 °F; 293 K), ali za određivanje parametara bezbednosni u različitim uslovima, mogu se sprovoditi od −60—+60 °C (−76—140 °F; 213—333 K). 
Primeri rezultata: 
| Naziv eksploziva    | Opterećenje, MPa/Osetljivost, % | Opterećenje, MPa/Osetljivost, % | Opterećenje, MPa/Osetljivost, % |
| ------------------- | ------------------------------- | ------------------------------- | ------------------------------- |
| PETN                | 150/0                           | 200/4                           | 300/28                          |
| Heksogen            | 250/0                           | 300/8                           | 400/40                          |
| Tetril              | 350/0                           | 400/8                           | 500/36                          |
| TNT                 | 600/0                           | 700/4                           |                                 |
| Amonal              | 700/0                           | 800/16                          | 1000/76                         |
| Amonal skalni br. 1 | 400/0                           | 500/12                          | 700/92                          |
| Pikrinska kiselina  | 450/0                           |                                 |                                 |
| Amonijum nitrat     | 1200/0                          |                                 |                                 |

### Produženo trenje
Dugotrajno ispitivanje trenja se obično sprovodi na instalacijama koje simuliraju tehnološke uslove proizvodnje ili uslove upotrebe eksploziva. Obično su to strukture sa rotirajućim alatom različitih konfiguracija napravljenih od različitih materijala. Za svaku vrstu strukture određuju se karakteristični parametri - nivo mehaničkog opterećenja, vreme delovanja itd.

## Rangiranja
U skladu sa Zakonom o eksplozivnim materijama i Uredbom (EC) br. 440/2008 Evropske komisije, primenjuje se granična vrednost od 360 N, ispod koje je supstanca klasifikovana kao eksplozivna materija. Test trenja, zajedno sa testovima osetljivosti na udar (test pada čekića) i testa čelične čaure, test trenja je jedan od testova propisanih Zakonom o eksplozivnim materijama. Ovaj test se sprovodi kao test 3(b)(i) (BAM frikcioni aparat) u okviru serije ispitivanja 3, kao deo šema testiranja za klasifikaciju eksploziva klase 1 u smislu propisa o opasnim materijama. 

## Primeri
Sledeća tabela pruža pregled tipičnih materijala osetljivih na trenje. Supstance kao što su amonijum nitrat, dinitrobenzol, nitroglikol, nitroglicerin, pikrinska kiselina i trinitrotoluen ne reaguju u frikcionom aparatu za trenje pod opterećenjem do 36 kp ili 353 N. 
| Materijal                       | Opterećenje kočionog čepa | Opterećenje kočionog čepa |
| Materijal                       | kp                        | N                         |
| ------------------------------- | ------------------------- | ------------------------- |
| Srebro acetilid                 | 0,01                      | 0,1                       |
| Heksametilen triperoksid diamin | 0,01                      | 0,1                       |
| Olovo(II) azid                  | 0,01                      | 0,1                       |
| Cijanurični triazid             | 0,01                      | 0,1                       |
| Živa(II) Acetilid               | 0,01                      | 0,1                       |
| Bakar(I) acetilid               | 0,01                      | 0,1                       |
| Aceton peroksid                 | 0,01                      | 0,1                       |
| Olovo(II)-trinitrorezorcinat    | 0,15                      | 1,5                       |
| Živa(II) fulminate (siv)        | 0,3                       | 3                         |
| Živa(II) fulminate (beo)        | 0,5                       | 5                         |
| Tetrazen                        | 0,8                       | 8                         |
| Eritritol tetranitrat           | 3                         | 30                        |
| Nitropenta                      | 6                         | 60                        |
| Srebrno(I)-oksalat              | 8                         | 80                        |
| Heksogen                        | 12                        | 120                       |
| Stroncijum azid                 | 12                        | 120                       |
| Barijum azid                    | 24                        | 240                       |
| Tetril                          | 36                        | 359                       |

## Literatura
- Verordnung (EG) Nr. 440/2008 der Kommission vom 30. Mai 2008 zur Festlegung von Prüfmethoden gemäß der Verordnung (EG) Nr. 1907/2006 des Europäischen Parlaments und des Rates zur Registrierung, Bewertung, Zulassung und Beschränkung chemischer Stoffe (REACH), Testmethode A.14 Explosionsgefahr
- UN Recommendations on the Transport of Dangerous Goods, Manual of Tests and Criteria, Seventh Revisited Edition 2019, United Nations Publication, New York and Geneva,  978-92-1-130394-0, pdf.
- Empfehlungen für die Beförderung gefährlicher Güter – Handbuch über Prüfungen und Kriterien. 6., überarbeitete Ausgabe. ST/SG/AC.10/11/Rev.6/Amend.1, Vereinte Nationen New York und Genf, 2017, Deutsche Übersetzung 2018 durch die BAM, (Downloadlink)
- DIN EN-13631-3 Explosivstoffe für zivile Zwecke – Sprengstoffe – Teil 3: Bestimmung der Reibempfindlichkeit von Explosivstoffen, Beuth Verlag
- Josef Köhler, Rudolf Meyer, Axel Homburg: Explosivstoffe. 2008. ISBN 978-3-527-32009-7.. Wiley-VCH, Weinheim .
- Thomas M. Klapötke: Chemistry of High-Energy Materials. 3. Auflage. Walter de Gruyter, Berlin/ Boston 2015,  978-3-11-043932-8. стр. 149–153.
- W. Berthold, U. Löffler: Lexikon sicherheitstechnischer Begriffe in der Chemie. 1981. ISBN 3-527-25894-9. Verlag Chemie, Weinheim .
- Поздняков З.Г., Росси Б. Д. Справочник по промышленным взрывчатым веществам и средствам взрывания. — М.: «Недра», 1977. — 253 с.
- ГОСТ Р 50835-95. Вещества взрывчатые бризантные. Методы определения характеристик чувствительности к трению при ударном сдвиге